# Gottfried Schlüter der Ältere
Gottfried Schlüter der Ältere (* 8. Januar 1567 in Wesel; † 15. Februar 1637 in Oldenburg) war ein deutscher lutherischer Theologe und Superintendent der Evangelisch-Lutherischen Kirche in der Grafschaft Oldenburg.

## Leben
Schlüter stammte aus einer in Wesel alteingesessenen, einflussreichen und strenglutherischen Familie. Nach dem Tod der Mutter kam er 1578 nach Helmstedt, wo ihm sein Onkel Tilemann Hesshus (1527–1588), ein bekannter, für die Reinerhaltung der Lehre Luthers eintretender Professor der Theologie an der dortigen Universität, eine gute philosophische und theologische Ausbildung zuteilwerden ließ. 1588 – im Alter von nur 21 Jahren – wurde Schlüter Magister der Theologie. Danach wurde er kurzzeitig als Konrektor der Markusschule in Braunschweig tätig, setzte ab 1591 seine theologische Ausbildung in Helmstedt fort und ging anschließend für zwei Jahre als Assistent an die philosophische Fakultät in Königsberg. Danach wurde er selbst Dozent der Theologie in Helmstedt.
1597 berief ihn Herzog Julius von Braunschweig, dessen Vater die Universität Helmstedt gegründet hatte, zum Superintendenten und Prediger der Katharinenkirche nach Göttingen. Von dort aus promovierte er ein Jahr später zum Doktor der Theologie.
1607 gelang es Graf Anton Günther, Schlüter zum Wechsel nach Oldenburg zu bewegen. Am 5. Januar 1609 übernahm er seine neue Tätigkeit als Kirchenleiter, Superintendent, Konsistorial- und Kirchenrat.
Nach Hermann Hamelmann und Daniel Stangen (1554–1603) wurde Schlüter somit als dritter Superintendent der Grafschaft Oldenburg nach Einführung der Reformation eingesetzt. Er war der erste, den Graf Anton Günther berufen hatte.
Nach der Dienstanweisung, die das obrigkeitliche Kirchenregiment, das Anton Günther wie alle Landesherren dieser Zeit ausübte, widerspiegelte und von Schlüter bei seinem Amtsantritt gegengezeichnet wurde, hatte Schlüter auf die Einhaltung der oldenburgischen Kirchenordnung von 1573 in Kirchen und Schulen zu achten. Des Weiteren sollte er nicht ohne die Zustimmung des Grafen Änderungen bzw. bei Auseinandersetzungen mit theologischen Gegnern nichts ohne dessen Vorwissen veröffentlichen. Bei Missständen musste er die gräflichen Vögte und Drosten einschalten, die dann die lutherisch-christliche Lebensordnung mit Mitteln des Staates durchzusetzen hatten.
Schlüter erfüllte alle diese Forderungen. In der vom Dreißigjährigen Krieg weitgehend verschonten Grafschaft und einem gewissen daraus resultierenden Wohlstand konnte er sich darüber hinaus als Mäzen betätigen und sorgte dafür, dass Ludwig Münstermann viele Kirchen mit Taufbecken, Kanzeln und Altären schmückte und Orgeln angeschafft werden konnten. Andererseits führte der Wohlstand bei der Bevölkerung zum Teil auch zu einem mit dem lutherischen Bekenntnis schwer zu vereinbarenden Lebensstil. 1636 gaben Graf Anton Günther und Schlüter daher gemeinsam eine „Ordnung von Hochzeiten, Kindstaufen, Begräbnissen, Verlöbnissen und dergl.“ heraus, in der sie zum Maßhalten bei „Kleidung und Speisen bei Gastereien“ aufriefen und die Bevölkerung mahnten, regelmäßig Gott für die Bewahrung vor dem Krieg zu danken.
Entsprechend seinem Auftrag richtete Schlüter weiterhin Volksschulen ein, wo sie in den Landgemeinden fehlten, und erließ 1614 mit Hermann Velstein eine neue Ordnung für die Lateinschule in Oldenburg.
Schlüter starb 1637, seine Aufgaben wurden infolge des Krieges zunächst vertretungsweise von Anton Buscher und Gerhard Langhorst ausgeübt. 1640 wurde mit Nikolaus Vismar ein neuer Superintendent ernannt.

## Familie
1602 heiratete Schlüter die Göttinger Patriziertochter Anna von Dranßfeldt. Das Paar hatte fünf Kinder, unter anderem den Sohn Gottfried Schlüter (den Jüngeren), der später selbst auch Theologe und Universitätsprofessor wurde.